# Yamaha Dual Intake System
YDIS staat voor Yamaha Dual Intake System en is een carburatiesysteem van motorfietsen.
Dit is een carburatiesysteem met dubbele carburateurs op Yamaha-eencilinder-motorfietsen. Pas vanaf halfgas gaat de tweede constant vacuüm carburateur meewerken, waardoor de motor meer brandbaar mengsel krijgt. In de autotechniek was dit systeem al langer toegepast, bij dubbele- of dubbelwerkende carburateurs en tweetrapscarburateurs. Voor motorfietsen was de primeur op de Yamaha XT 550 in 1981.
Wanneer er puur aanspraak wordt gemaakt op het gasschuif deel kunnen zeer lage verbruiken gehaald worden. Dit gasschuif deel is vooral bedoeld vanwege de gunstige wervelingen wat de cilindervulling bij lage toeren ten goede komt en de motor beter doet oppakken.